# Snapchat
A Snapchat multimédiás üzenetküldő alkalmazás, melyet Evan Spiegel, Bobby Murphy és Reggie Brown, a Stanford Egyetem volt diákjai hoztak létre, majd később megalapították Snap Inc. (eredetileg Snapchat Inc.) nevű vállalatukat.
A Snapchat egyik legnagyobb előnye, hogy a képek és üzenetek csak rövid ideig elérhetők, majd eltűnnek és elérhetetlenné válnak. Az alkalmazás fejlődése során eljutott a személy-személy fotómegosztástól a Stories, valamint a Discover segítségével a 24 órán át elérhető tartalmakig és a márkák által megosztott rövid, szórakoztató reklámokig. A Snapchat figyelemreméltónak bizonyult mint feltörekvő, új közösségi média platform, mert nagy hangsúlyt fektet a virtuális matricákkal és a bővített valóságos objektumokkal kölcsönhatásban álló felhasználókra. 2017 májusában a Snapchatnek 166 millió napi aktív felhasználója volt.

## Története

### Prototípus
Nyilatkozatok és dokumentumok is megerősítik azt a tényt, hogy az „eltűnő képek” Reggie Brown ötlete volt, és ő mutatta be Evan Spiegelnek, mert Spiegelnek voltak korábbi üzleti tapasztalatai. Brown és Spiegel bevonta Bobby Murphyt, aki tehetséges kódoló volt. Hárman hónapokig szorosan együttműködtek, majd 2011. július 8-án akkor még  Picaboo néven elindították a Snapchatet iOS operációs rendszeren. Spiegel és Murphy ezt követően úgy döntöttek, hogy eltávolítják Brownt a cégből.
Az alkalmazást 2011 szeptemberében újraindították Snapchatként, és a csapat a használhatóságra és a technikai szempontokra helyezte a hangsúlyt, nem pedig a marketing-erőfeszítésekre. Kivétel volt a Ghostface Chillah ikon, melyet Brown tervezett, s a Wu-Tang Clan hiphopcsoport egyik tagjáról, Ghostface Killah-ról neveztek el.
2012. május 8-án Reggie Brown e-mailt küldött Evan Spiegelnek, amelyben felajánlotta, hogy újratárgyalja a tulajdonjoggal kapcsolatos részesedést. A Snapchat ügyvédjei azt válaszolták, hogy soha nem volt kreatív kapcsolata a termékkel. Az ügyvédek azzal is vádolták Brownt, hogy csalást követett el Spiegel és Murphy ellen azzal, hogy azt állította, ő a termék feltalálója. Ügyfeleik nevében az ügyvédi iroda arra a következtetésre jutott, hogy Reggie Brownnak nem volt semmilyen értékű vagy érdemi hozzájárulása, így részesedése sem volt.
2012. május 9-én Evan Spiegel vezérigazgató első blogbejegyzésében leírta a vállalat küldetését: „A Snapchat nem a hagyományos Kodak-pillanat elfogadásáról szól, hanem az emberi érzelmek teljes körű kommunikációjáról, nemcsak arról, ami szépnek vagy tökéletesnek tűnik.” A Snapchatet a közösségi média személyes adatainak hosszú élettartamából származó problémák ihlették, mint például a Facebook-képek sürgősségi felderítése a munkahelyi interjúk előtt vagy a nem hiteles, photoshopolt képek.

### Növekedés
2012 májusában 25 képet küldtek másodpercenként, és 2012. november 28-tól a felhasználók több mint egymilliárd fotót osztottak meg a Snapchat iOS-alkalmazásban, vagyis naponta kb. 20 millió fényképet. A Snapchat 2012. október 29-én androidos operációs rendszerekre is megjelent.
2013 júniusában a Snapchat 5.0 verziója Banquo néven jelent meg, iOS rendszerhez készült. A frissített verzió számos sebesség- és tervezési fejlesztést vezetett be, beleértve a csúsztatható navigációt, a dupla érintéses újrajátszást, egy jobb barátkeresőt és az alkalmazáson belüli profilokat. Szintén 2013 júniusában a Snapchat bevezette a Snapkidz-et a 13 év alatti felhasználók számára. A Snapkidz része az eredeti Snapchat alkalmazásnak, és aktiválódik, ha a felhasználó megadta az életkorát. A Snapkidz megengedi a gyerekeknek, hogy snapeket készítsenek, szerkeszthessék azokat, de nem tudják elküldeni a többi felhasználónak, és csak a használt eszközre menthetik le a snapeket.
A Snapchat által közzétett statisztikák szerint 2015 májusától az alkalmazás felhasználói naponta 2 milliárd videót küldtek el, novemberig pedig 6 milliárdot. 2016-ra a Snapchat 10 milliárd napi videomegjelenést számlált. A Snapchat 2016 májusában 1,81 milliárd dolláros tőkeinstrumentummal rendelkezett, ami erős befektetői érdeklődést mutatott a vállalat számára. 2016. május 31-ig az alkalmazásnak közel 10 millió aktív felhasználója volt az Egyesült Királyságban. 2017 februárjában a Snapchatnek 160 millió napi aktív felhasználója volt, ezek száma májusban 166 millióra növekedett.
2016 szeptemberében a Snapchat Inc.-t átnevezték Snap Inc.-nek, ekkor jelent meg a vállalat első hardvereszköze, egy 10 másodperces videófelvételre képes, beépített kamerával rendelkező, intelligens szemüveg. 2017. február 20-tól a szemüvegek megvásárolhatók online.

## Jellemzők

### Alapvető funkciók
A Snapchat elsősorban multimédiás üzenetek, snapek létrehozására szolgál. A pillanatképek egy fényképből vagy egy rövid videóból állhatnak, és szerkeszthetők szűrők és effektusok, szövegfeliratok és rajzok hozzáadásával. A videóklipküldés 2012 decembere óta lehetséges. Ha az alkalmazásban lenyomva tartja a fénykép gombot, legfeljebb tíz másodperces videót rögzíthet. Egyetlen megtekintés után a videó alapértelmezés szerint eltűnik. Spiegel kifejtette, hogy ez a folyamat lehetővé tette, hogy a videoadatok tömöríthetők legyenek egy fénykép méretére.
2013 októberében a Snapchat bemutatta a My Story funkciót, amely lehetővé teszi a felhasználók számára, hogy a pillanatképeket történetekként osszák meg, mely minden ismerős számára elérhető 24 órán át. 2014 júniusáig a Stories funkciók által bemutatott fotó- és videófelvételek felülmúlják a személyre szabott üzenetek számát. A szolgáltatás leggyakrabban használt funkciójaként a Stories napi több mint egymilliárd megtekintéssel kétszeresére növelte a napi megtekintések számát.
A 2014-es frissítésben jelentek meg a vdeochat, valamint a közvetlen üzenetküldési funkciók, lehetővé téve a felhasználók számára, hogy szöveges üzeneteket küldjenek barátainak és családjaiknak.
2014 júliusában hozzáadódott egy Geofilters néven ismert funkció, amely lehetővé teszi a speciális szűrők használatát, ha a felhasználó bizonyos földrajzi helyeken, például városokban, eseményen vagy nevezetes helyen jelentkezik be. A Snapchat felhasználói saját geofiltereket tervezhetnek az alkalmazáshoz. A 2015 szeptemberében bevezetett Lens funkció lehetővé teszi a felhasználók számára, hogy arcérzékelő technológiával valós idejű hatásokat hozzanak be a pillanatképükbe. Ezt a keresőben egy arckép hosszú megnyomásával aktiválhatja. 2017 áprilisában a Snapchat kiterjesztette ezt a funkciót a World Lensesre, amely a kibővítettvalóság-technológiát alkalmazza a 3D-s elemek (például tárgyak és animált karakterek) jelenetekbe való integrálásához.
A pillanatfelvételeket a kiválasztott személyeknek vagy egy félig nyilvános Storyhoz lehet továbbítani. A privát üzenetfotók a felhasználó által meghatározott időtartamig (1-10 másodpercig, a feladó által meghatározott módon) megtekinthetők, mielőtt elérhetetlenné válnának. A Snapchat alkalmazás nem akadályozza meg a képernyőképek készítését, de értesíti a feladót, ha észleli, hogy mentésre került az elküldött snap.
A barátok felvétele felhasználónevek, telefonszám, testre szabható Snapcodes vagy az Add Nearby funkció segítségével lehetséges, az Add Nearby funkcióval a közelben lévő felhasználókat kereshetjük, akik szintén beléptek az Add Nearby menübe.
2014 novemberében a Snapchat bemutatta a Snapcash funkciót, amely lehetővé teszi a felhasználók számára, hogy privát üzenetben pénzt küldjenek egymásnak. A fizetési rendszert a Square biztosítja.
A Snapchat 2015 januárjában bevezette a Discovert, amely többek között a BuzzFeed, a CNN, az ESPN, a Mashable, a People, a Vice és a Snapchat által támogatott, rövid formátumú tartalmak csatornáit tartalmazza. Az ezekhez a funkciókhoz kapcsolódó adatfelhasználási problémák kezeléséhez 2015 augusztusában egy Utazási mód opciót adtak hozzá. Ha aktiválva van, a szolgáltatás megakadályozza a pillanatfelvételek automatikus letöltését, amíg a felhasználó kifejezetten kéri őket.
2016 júliusában a Snapchat egy új, Memories nevű opciót vezetett be, amely lehetővé teszi a pillanatképek mentését egy privát tárolóterületre, ahol megtekinthetők az eszközön tárolt egyéb fotók mellett, valamint szerkeszthetők és publikálhatók pillanatképekként, történet-hozzászólásokként vagy üzenetekként.
Szintén 2016 júliusában jelent meg a Snapchat Bitstrips és annak Bitmoji applikációja is, amely lehetővé teszi a felhasználók számára, hogy személyre szabott rajzfilm-avatárokat tervezzenek. A Snapchat ezennel elindította a Bitmoji és a Snapchat közötti integrációt, lehetővé téve a felhasználók számára, hogy összekapcsolják fiókjaikat, és használják a Bitmoji-matricákat a pillanatképeken és üzeneteken belül. A bitmoji karakterek world lenses-ként is használhatók.
2016 augusztusában a Snapchat elindította a Geostickers szolgáltatást, amely lehetővé teszi a felhasználók számára, hogy városfüggő matricákat illesszenek az üzenetekbe és a pillanatképekbe.
2017 májusában egy frissítés lehetővé tette, hogy korlátlan megtekintési idővel is lehessen pillanatképeket küldeni. Új kreatív eszközök is elérhetőek, nevezetesen az emojival történő rajzolás, a hurokban lejátszott videók, valamint a radír, amely lehetővé teszi a felhasználók számára, hogy eltávolítsanak objektumokat egy fényképről, és kitöltsék a hátteret a térben.
2017 júniusában a Snapchat lehetővé tette a felhasználóknak linkek hozzáadását a pillanatfelvételekhez, amelyek megengedik számukra, hogy a nézőket bizonyos webhelyekhez irányítsák. Emellett a frissítés több kreatív eszközt adott: a Backdrop funkció lehetővé teszi a felhasználók számára, hogy kivágjanak egy meghatározott objektumot a saját fotójukból, és színes mintákat alkalmazzanak rá, hogy nagyobb hangsúlyt fektessenek az adott objektumra, a hangszűrők pedig lehetővé teszik a felhasználók számára a hangok módosítását a pillanatfelvétel alatt.
A 2017. júliusi Snap Map kiadása a felhasználó tartózkodási helyét mutatja egy térképen. Az alkalmazás minden alkalommal frissíti a felhasználó helyzetét a térképen, amikor az belép az applikációba, és nem csak akkor, amikor aktívan rögzíti a pillanatot. A térkép nagyítható, a részletes földrajzi információk, például az utcanevek is megjelennek rajta. Ha egy felhasználó nem szeretné megosztani a tartózkodási helyét, aktiválhatja a Ghost mode-ot, mely kikapcsolja a tartózkodási hely frissítését.